# Ziziphus montana
Ziziphus montana är en brakvedsväxtart som beskrevs av William Wright Smith. Ziziphus montana ingår i släktet Ziziphus och familjen brakvedsväxter. Inga underarter finns listade i Catalogue of Life.